# Svultentjärnen (Älvdalens socken, Dalarna, 677283-139952)
Svultentjärnen är en sjö i Älvdalens kommun i Dalarna och ingår i Dalälvens huvudavrinningsområde.